# Orphnaecus pellitus
Orphnaecus pellitus là một loài nhện trong họ van de Theraphosidae. Loài này komt alleen voor in de Filipijnen.